# Ingrid Giæver
Ingrid Unnur Giæver (* 29. srpna 1991 Norsko) je norská herečka.

## Život
Již ve věku 13 let si zahrála ve fikčním filmu. Po dokončení školy se vyučila profesionální herečkou. Jako herečka se před kamerou objevila ve více než 20 filmových a televizních inscenacích.
Objevila se například v remaku klasické pohádky Tři oříšky pro Popelku z roku 2021. Zde obsadila roli zlé nevlastní sestry Dory.

## Filmografie (výběr)
- 2004: Veddemålet (seriál TV, 3 díly)
- 2005: Skattejakten (seriál TV, díl 1x01)
- 2017: Thelma
- 2021: Tři přání pro Popelku (Tre nøtter til Askepott)
- 2021: Nach (seriál TV, 6 dílů)
- 2022: Lovci hlav (Hodejegerne, seriál TV, 6 dílů)
- 2023: Arkitekten (seriál TV, 4 díly)